# Sacubitril
Sacubitril (auch: AHU-377) ist ein Arzneistoff und wirkt als Neprilysin-Inhibitor. In einer festen Kombination mit Valsartan (Handelsname Entresto) zeigt er in Zulassungsstudien positive Ergebnisse zur Behandlung der Herzinsuffizienz. Die Kombination Sacubitril/Valsartan gilt als ein Angiotensinrezeptor-Neprilysin-Antagonist (ARNI).

## Pharmakologische Eigenschaften
Sacubitril ist ein Prodrug, das von einer Esterase durch die Entfernung einer Ethylgruppe in den eigentlichen Wirkstoff Sacubitrilat (LBQ657) überführt wird. Dieser ist ein Inhibitor des Neprilysins, einer neutralen Endopeptidase aus der Gruppe der Metalloproteasen, das zahlreiche endogene vasoaktive Peptide abbaut, wie natriuretische Peptide, Angiotensin II, Bradykinin oder Adrenomedullin. Durch die Hemmung des Abbaus steigt die Konzentration dieser Stoffe, die zusammen und dann vermehrt der neurohormonalen Überaktivierung mit Vasokonstriktion und Natriumretention mit maladaptivem kardialem Remodeling entgegenwirken.
Sacubitril selbst hat allein keine Blutdruck-senkende Wirkung.
Die mittelfristigen und Langzeit-Wirkungen von Sacubitril sind derzeit noch ungenügend untersucht. Neprilysin degradiert physiologischerweise Beta-Amyloide, die bei der Alzheimer-Krankheit eine wichtige Rolle spielen. Ein Nebeneffekt könnte daher eine Amyloid-Anhäufung sein. Mäuse, bei denen Neprilysin ausgeschaltet wurde, zeigten alzheimerähnliche Symptome. Diese Beobachtung bewog die US-amerikanische Arzneimittelaufsicht FDA dazu, den Entresto-Hersteller Novartis zu einer Langzeitbeobachtung der Risiken im Rahmen einer randomisierten, doppelblinden Studie zu verpflichten. Mit Ergebnissen dieser Langzeitbeobachtung wurde aber erst 2022 gerechnet.
Die häufigsten Nebenwirkungen, die bisher beschrieben wurden, sind Hypotonie, Hyperkaliämie und Nierenfunktionsstörungen. Des Weiteren besteht ein erhöhtes Risiko für Angioödeme besonders bei gleichzeitiger Einnahme eines ACE-Hemmers. Dieser muss daher mindestens 36 Stunden vor der ersten Sacubitril-Einnahme abgesetzt werden.

## PARADIGM-HF-Studie mit Fixkombination mit Valsartan
Eine von Novartis finanzierte doppelblinde, randomisierte, klinische Studie (PARADIGM-HF) an mehreren Instituten musste nach im Median 27 Monaten follow-up abgebrochen werden, da bei einer planmäßigen Interimsanalyse die vorspezifizierte Grenze für einen überstark positiven Effekt erreicht wurde.
Dabei war die Fix-Kombination LCZ696 von Sacubitril und dem AT1-Antagonisten Valsartan dem ACE-Hemmer Enalapril deutlich überlegen. Es wurden 8.442 Patienten mit einer mittleren bis schweren systolischen Herzinsuffizienz, d. h. einer Ejektionsfraktion von höchstens 40 %, behandelt.
Der primäre Studienendpunkt war Tod aus kardiovaskulärer Ursache oder Krankenhausbehandlung wegen Herzinsuffizienz.
Zum Zeitpunkt des Studienabbruchs wurde der primäre Endpunkt von 21,8 % der mit Sacubitril/Valsartan therapierten Patienten erreicht, in der Kontroll-Gruppe waren es 26,5 % (Hazard ratio 0,80). Es verstarben 17,0 % bzw. 19,8 % in der Verum- bzw. Kontrollgruppe (HR 0,84). Daraus ergibt sich, dass 32 Patienten mit Sacubitril/Valsartan behandelt werden müssen, um einen weiteren Tod durch Herzinsuffizienz zu verhindern (Number Needed to Treat = 32). Unter Sacubitril/Valsartan war auch die Rate der Krankenhauseinweisungen um 21 % reduziert, die Symptome der Herzinsuffizienz geringer und die physische Leistungsfähigkeit besser.

## Wirkungen
Sacubitril in Kombination mit Valsartan (Entresto) vergrößert die linksventrikuläre Ejektionsfraktion (LVEF). Eine Vergrößerung der LVEF um zehn Prozentpunkte vergrößert das Herzzeitvolumen pro Tag von 2545 Liter um 610 Liter auf 3155 Liter. Das entspricht nach zwölf Monaten einer Vergrößerung des Herzzeitvolumens von 1,77 l/min um 24 Prozent auf 2,19 l/min.